# Джерман (река)
Вижте пояснителната страница за други значения на Джерман.
Джерман е река в Западна България, преминаваща през област Кюстендил, общини Сапарева баня, Дупница и Бобошево, ляв приток на река Струма. Дължината ѝ е 47,8 km. Отводнява северозападните склонове на Рила, Дупнишката и Бобовдолската котловина.
За начало на река Джерман се приема малкото поточе, изтичащо от най-високо разположеното езеро Сълзата (2535 m н.в.) от Седемте рилски езера, което се оттича в езерото Близнака. В Близнака се вливат и потоците, идващи от езерата Окото и Бъбрека, и от него изтича вече по-голям поток, който преминава през езерото Трилистника и продължава надолу на североизток. След около 500 m в него отдясно се влива друг поток, идващ от най-долните две езера – Рибното и Долното езеро и двата потока дават началото на същинската река Джерман.
До излизането си от Рила реката протича в дълбока ледникова долина с редица прагове и водопади и силно залесена. В началото посоката ѝ е на североизток, а на 1,3 km северозападно от хижа „Вада“ рязко завива на северозапад. При град Сапарева баня Джерман навлиза в Дупнишката котловина, завива на запад и долината ѝ става широка и сравнително плитка. След град Дупница Джерман, захранена от множеството си главно рилски притоци става пълноводна, завива на юг-югозапад, долината ѝ значително се разширява и протича през т.нар. Долно Дупнишко поле. Влива се отляво в река Струма, на 369 m н.в., на 1 km източно от град Бобошево.
Площта на водосборния басейн на реката е 767 km2, което представлява 4,43% от водосборния басейн на река Струма. Границите на водосборния ѝ басейн са следните:
- на запад и север – с водосборните басейни на реките Лява (Кознишка река) и Арката, леви притоци на Струма;
- на юг – с водосборния басейн на Рилска река, ляв приток на Струма;
- на североизток и изток – с водосборния басейн на река Искър, от басейна на Дунав.

Основни притоци:
→ ляв приток, ← десен приток
- → Скакавица
- → Перущица
- → Валявица
- → Фудиня
- → Горица
- ← Джубрена (Гюбрена)
- → Отовица
- → Дупнишка Бистрица
- ← Крушовица
- ← Разметаница
- → Слатинска река
- → Кърчина река

Река Джерман е с преобладаващо дъждовно-снежно подхранване с пролетно пълноводие (март-юни) и лятно маловодие (юли-септември). Среден годишен отток при град Дупница – 3,35 m3/s, в устието – 3,35 m3/s.
По течението на реката са разположени 4 населени места, в т.ч. 2 града и 2 села:
- Община Сапарева баня – Сапарева баня;
- Община Дупница – Дупница, Джерман;
- Община Бобошево – Усойка.

В Дупнишката котловина водите на реката се използват за напояване. Чрез деривацията „Джерман-Скакавица“ част от водите на реката и нейния приток Скакавица на височина ~1400 м временно са прехвърляни в поречието на р. Черни Искър и от там за водоснабдяване на гр. София.
По долината на реката преминават два пътя от държавната пътна мрежа:
- Участък от 14,7 km от Дупница до село Слатино от първокласен път № 1 Видин – София – Благоевград – ГКПП „Кулата“.
- Участък от 8,2 km от Дупница до разклона за село Крайници от второкласен път № 62 Кюстендил – Дупница – Самоков.

От Дупница до гара Бобошево, по левия бряг на реката, преминава участък от трасето на жп линията София – Благоевград – Кулата.
Името на реката е видоизменение на наименованието на старото тракийско селище Герма, основано край топлите извори на левия бряг на реката, което по-късно, при римско-византийското владичество, е превърнато в крепостен град Германея. В грамотата на цар Иван Шишман от 1378 г. реката се споменава с името Германщица, което в турски изговор става Джерман.

## Топографска карта
- Лист от карта K-34-71. Мащаб: 1 : 100 000.